# أسباط بن نصر
أسباط بن نصر الهمداني، أبو يوسف، ويقال: أبو نصر الكوفي. مفسر، من رجال الحديث. صدوق كثير الخطأ، يغرب. توفي سنة سبعين ومائة.

## روايته للحديث النبوي
- روى عن: سماك بن حرب، وإسماعيل بن عبد الرحمن السدي، وجابر بن يزيد الجعفي، والحكم بن عبد الملك ، ومنصور بن المعتمر، وميسرة الأشجعي.
- روى عنه: أحمد بن المفضل الحفري الكوفي، وإسحاق بن منصور السلولي، والحسن بن بشر البجلي، وعبد الله بن صالح العجلي.

## أقوال العلماء فيه
- قال أبو زرعة الرازي: لا بأس به في نفسه، أما حديثه فيعرف وينكر
- وقال أبو نعيم الأصبهاني: كان يقلب الحديث.
- وقال أبو نعيم الفضل بن دكين: أحاديثه عامته سقط مقلوب الأسانيد، ومرة: لم يكن به بأس غير أنه كان أهوج.
- وقال أحمد بن حنبل: ما أدري، كأنه ضعفه.
- وقال أحمد بن شعيب النسائي: ليس بالقوي.
- وقال ابن حجر العسقلاني: صدوق كثير الخطأ يغرب.
- وقال زكريا بن يحيى الساجي: روي أحاديث لا يتابع عليها عن سماك بن حرب.
- وقال محمد بن إسماعيل البخاري: صدوق.
- وقال موسى بن هارون الحمال: لم يكن به بأس.
- وقال يحيى بن معين: ثقة، ومرة: ليس بشيء.[3]